# Nghị viện Canada
Nghị viện Canada (tiếng Pháp: Parlement du Canada) là cơ quan lập pháp liên bang của Canada. Nghị viện gồm Quân chủ, Thượng viện và Hạ viện. Theo quy ước hiến pháp, Hạ viện giữ vai trò chủ đạo và Thượng viện hiếm khi phản đối quyết định của Hạ viện. Thượng viện xem xét luật theo góc nhìn ít đảng phái và thượng nghị sĩ có thể trình một số dự luật nhất định. Quân chủ hoặc đại diện của quân chủ, thường là toàn quyền, ngự phê luật của Nghị viện. Trụ sở Nghị viện tại Đồi Nghị viện ở Ottawa
Thượng viện gồm 105 thượng nghị sĩ do toàn quyền bổ nhiệm theo đề nghị của thủ tướng. Hạ viện gồm 338 hạ nghị sĩ  được bầu ra từ các khu vực bầu cử. Toàn quyền triệu tập Thượng viện và Hạ viện và có quyền bế mạc kỳ họp hoặc giải tán Nghị viện. Toàn quyền cũng đọc Diễn văn ngự toạ tại lễ khai mạc kỳ họp Nghị viện (đôi khi quân chủ đọc Diễn văn ngự toạ khi đến thăm Canada).

## Cơ cấu tổ chức
Nghị viện gồm quân chủ Canada do toàn quyền đại diện, Thượng viện và Hạ viện. Cơ cấu tổ chức này được kế thừa từ Vương quốc Anh, gần giống với Nghị viện Anh với những đặc thù của Canada, chẳng hạn như việc quân chủ chỉ có quyền tạm trú tại Canada và thành phần Thượng viện không phải là quý tộc.

### Quân chủ

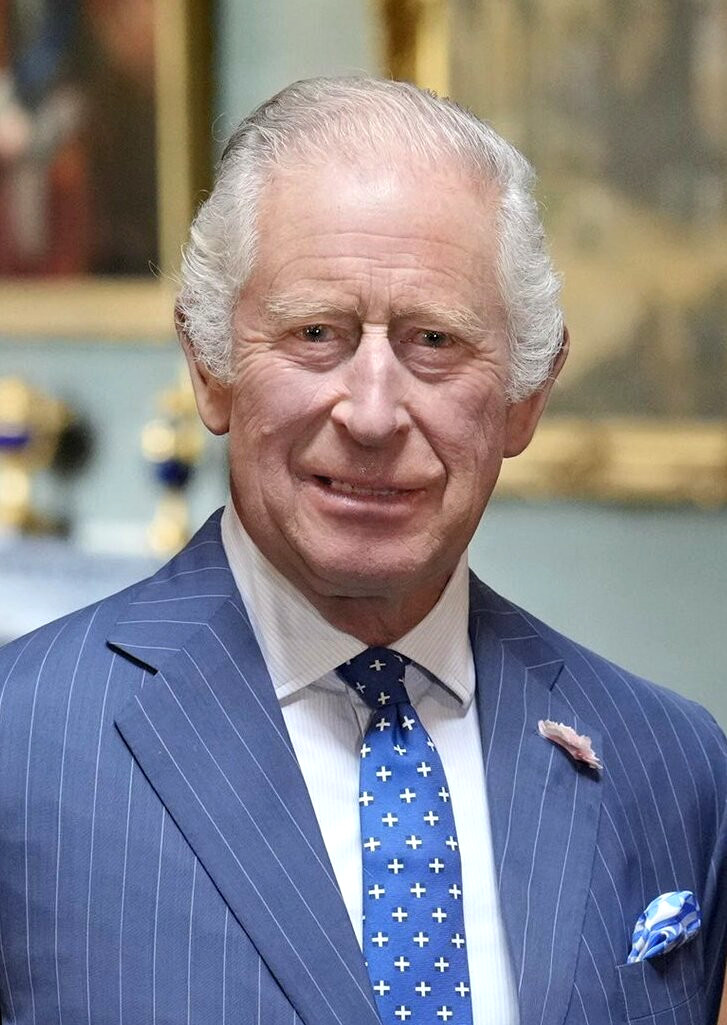
Quân chủ Canada

Vai trò của quân chủ trong Nghị viện được quy định tại Luật Hiến pháp 1867 và các quy ước. Quân chủ và toàn quyền đều không tham gia vào quá trình lập pháp ngoại trừ ngự phê dự luật được Nghị viện thông qua. Tất cả các luật liên bang đều bắt đầu bằng cụm từ "Nay Bệ hạ, theo sự tư vấn và chuẩn thuận của Thượng viện và Hạ viện Canada, ban hành như sau ...".  Quân chủ không chịu sự điều chỉnh của luật của Nghị viện trừ phi luật của Nghị viện quy định khác. Toàn quyền thông thường sẽ thực hiện quyền ngự phê nhưng quân chủ cũng có thể ngự phê luật theo đề nghị của Nội các hoặc toàn quyền.
Theo truyền thống, quân chủ và toàn quyền không được vào Hạ viện nên những nghi lễ Nghị viện có sự tham gia của quân chủ diễn ra tại hội trường Thượng viện. Cả Thượng viện và Hạ viện đều có một cây quyền trượng có vương miện ở đỉnh, biểu thị thẩm quyền của quân chủ trong Nghị viện và đặc quyền mà quân chủ trao cho Nghị viện. Cây quyền trượng đầu tiên của Thượng viện là cây quyền trượng là của Thượng viện Tỉnh Canada, được sử dụng từ năm 1849, trong khi cây quyền trượng của Hạ viện là của Hạ viện Tỉnh Canada, được sử dụng từ năm 1845. Cây quyền trượng của Thượng viện bị mất trong vụ cháy Tòa nhà Nghị viện vào ngày 3 tháng 2 năm 1916. Thành phố Luân Đôn tặng Thượng viện một cây quyền trượng mới. Cây quyền trượng tạm thời bằng gỗ vẫn được mang vào Thượng viện vào ngày 3 tháng 2 hàng năm để kỷ niệm vụ cháy. Cây quyền trượng của Thượng viện dài 1,6 mét, làm bằng đồng thau và vàng. Thượng viện không được họp nếu không có quyền trượng; quyền trượng thường được đặt trên bàn với vương miện hướng về phía ngai vàng.:55 Trong một số nghi lễ, người cầm quyền trượng đứng cạnh toàn quyền hoặc quân chủ.
Các nghị sĩ mới phải tuyên thệ trung thành với quân chủ trước khi nhậm chức. Phe đối lập chính thức tại Hạ viện được gọi chính thức là Phe đối lập trung thành của Bệ hạ, biểu thị rằng mặc dù đảng đối lập phản đối các chính sách của Nội các đương nhiệm nhưng vẫn trung thành với quân chủ.

### Thượng viện

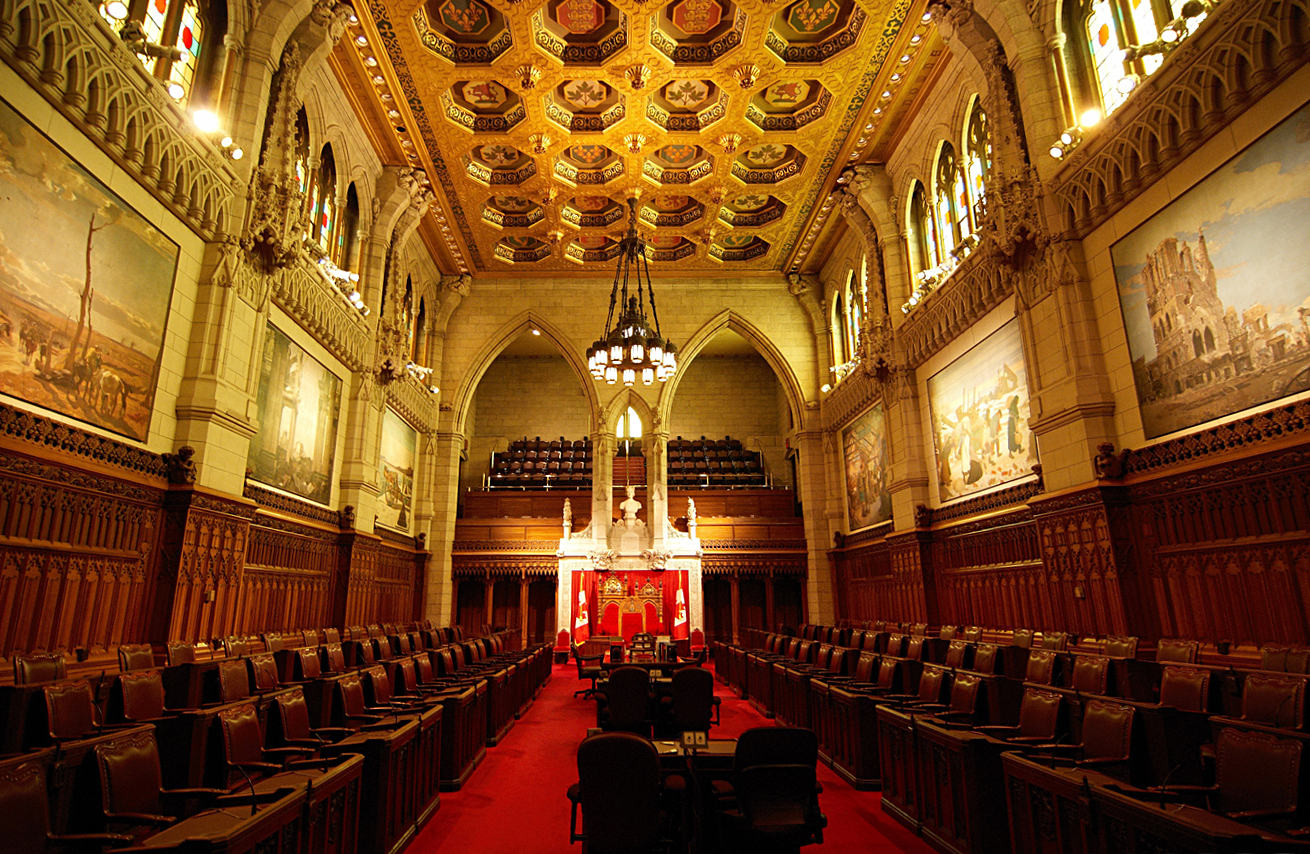
Thượng viện Canada

Thượng viện Canada (tiếng Pháp: Sénat) gồm 105 thượng nghị sĩ do toàn quyền bổ nhiệm theo đề nghị của thủ tướng. Thượng nghị sĩ phải đủ 30 tuổi trở lên, có quốc tịch Canada, sở hữu tài sản có giá trị ròng ít nhất là 4.000 đô la và sở hữu đất đai có giá trị ít nhất 4.000 đô la ở tỉnh bang mà mình muốn đại diện. Thượng nghị sĩ giữ chức vụ suốt đời cho đến năm 1965, khi một sửa đổi hiến pháp quy định độ tuổi nghỉ hưu bắt buộc là 75. Thượng nghị sĩ có thể từ chức và có thể mất chức nếu không tham dự hai kỳ họp liên tiếp của Nghị viện.
Số lượng thượng nghị sĩ được phân bổ đồng đều giữa các vùng địa lý của Canada: Ontario, Quebec, Các Tỉnh bang hải dương (Nova Scotia, New Brunswick đều có mười thượng nghị sĩ, Đảo Hoàng tử Edward có bốn thượng nghị sĩ) và Tây Canada (Manitoba, British Columbia, Saskatchewan và Alberta đều có sáu thượng nghị sĩ) đều có 24 thượng nghị sĩ. Newfoundland và Labrador có sáu thượng nghị sĩ. Từ năm 1975, mỗi vùng lãnh thổ của Canada, bao gồm Các Lãnh thổ Tây Bắc, Yukon và Nunavut có một thượng nghị sĩ. Toàn quyền có thể bổ nhiệm thêm 4 hoặc 8 thượng nghị sĩ nếu quân chủ chấp thuận và các thượng nghị sĩ được phân bổ đồng đều giữa bốn khu vực. Quyền lực này được sử dụng một lần kể từ năm 1867: Thủ tướng Brian Mulroney đề nghị Nữ vương Elizabeth II bổ nhiệm thêm thượng nghị sĩ vào năm 1990 để đảm bảo việc thông qua dự luật quy định thuế giá trị gia tăng, tạm thời tăng số lượng thượng nghị sĩ lên 113 thượng nghị sĩ.

### Hạ viện

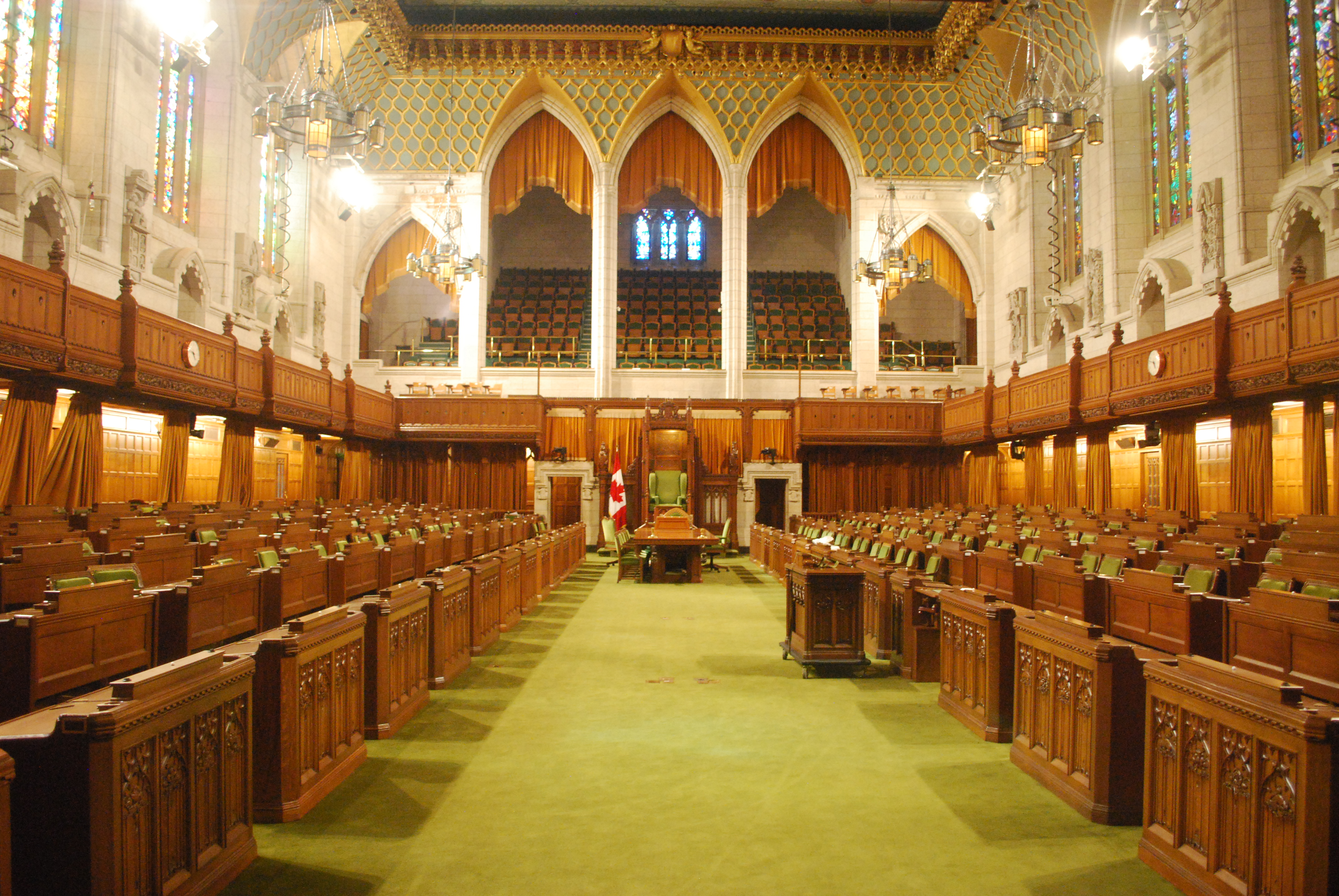
Hạ viện Canada

Hạ viện (tiếng Pháp: Chambre des communes) là viện dân cử của Nghị viện Canada, gồm 338 hạ nghị sĩ được bầu từ các khu vực bầu cử liên bang theo đầu phiếu đa số tương đối. Ứng cử viên hạ nghị sĩ phải đủ 18 tuổi trở lên. Hạ nghị sĩ giữ chức vụ cho đến khi Nghị viện giải tán và có thể tái cử. Các khu vực bầu cử được tổ chức lại thường xuyên theo kết quả của mỗi cuộc điều tra dân số mười năm một lần nhưng "điều khoản thượng nghị sĩ" của Luật Hiến pháp 1867 quy định số lượng hạ nghị sĩ tối thiểu của mỗi tỉnh bang bằng số lượng thượng nghị sĩ của tỉnh bang đó và "điều khoản miễn trừ" cho phép mỗi tỉnh bang được phân bổ số lượng hạ nghị sĩ tối đa bằng số lượng hạ nghị sĩ của tỉnh bang đó vào năm 1976 hoặc năm 1985. Số lượng hạ nghị sĩ tối thiểu của Hạ viện là 282 hạ nghị sĩ.

## Thẩm quyền
Nghị viện có quyền làm luật về những vấn đề nào không thuộc độc quyền của các nghị viện tỉnh bang, bao gồm bưu chính, điều tra dân số, quân sự, hàng hải và vận chuyển, đánh bắt cá, tiền tệ, ngân hàng, cân đo, phá sản, bản quyền, bằng sáng chế, người Canada bản địa và nhập tich. Trong một số lĩnh vực, Nghị viện chia sẻ thẩm quyền với các nghị viện tỉnh bang, ví dụ như thuế, vay tiền, luật hình sự, nông nghiệp và hôn nhân.

## Chức danh
Mỗi viện của Nghị viện đều có một chủ tịch. Chủ tịch Thượng viện là một thượng nghị sĩ do toàn quyền bổ nhiệm theo đề nghị của thủ tướng, trong khi chủ tịch Hạ viện là một hạ nghị sĩ do Hạ viện bầu ra trong số hạ nghị sĩ. Quyền lực của Hạ viện hơn quyền lực của Thượng viện. Theo mô hình của Anh, chủ tịch Thượng viện không can thiệp sâu vào công việc của Thượng viện, nhưng chủ tịch Hạ viện lại điều khiển Hạ viện dựa trên đa số.

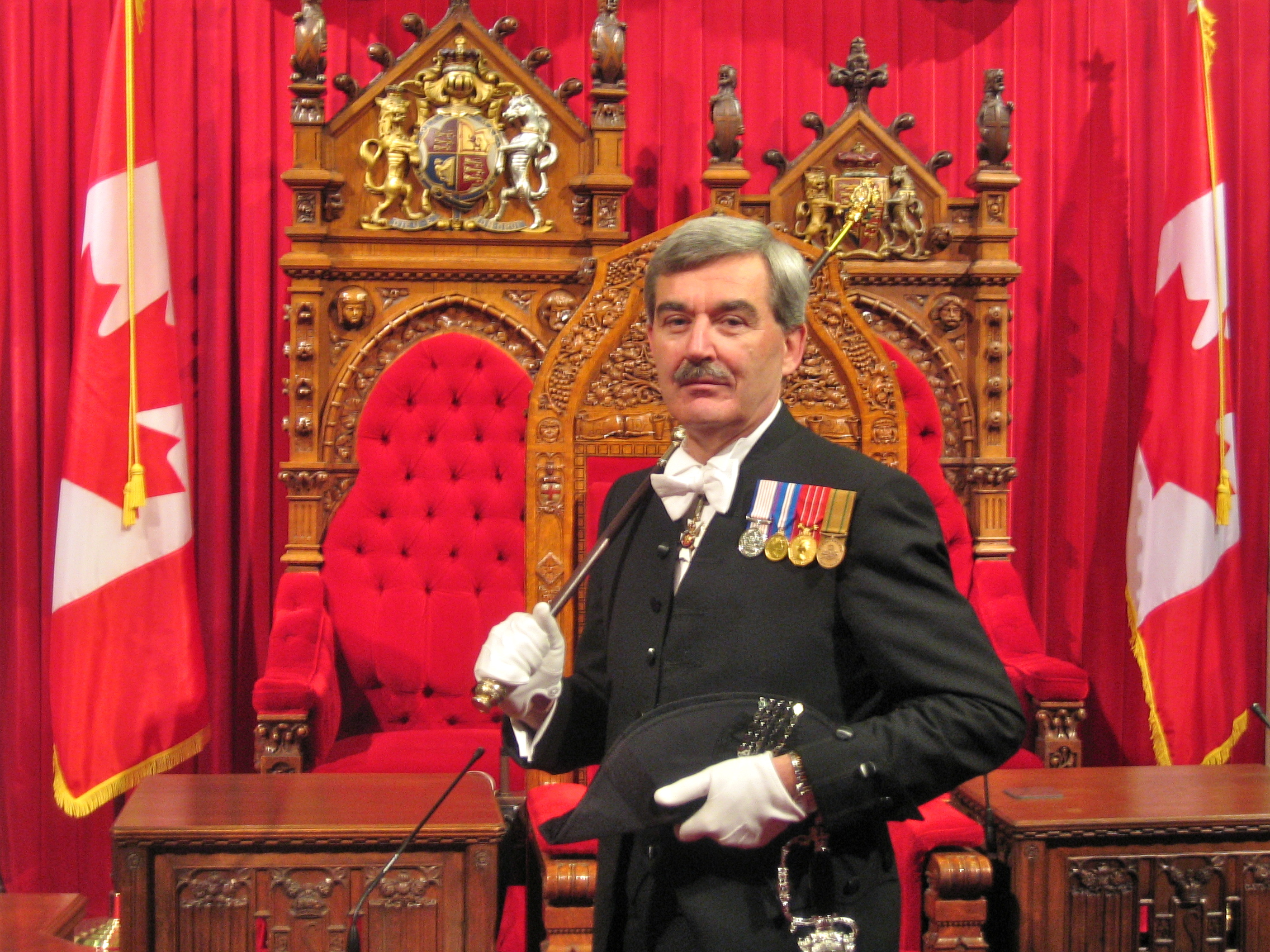
Cựu quan truyền lệnh gậy đen Kevin S. MacLeod trước ngai vàng tại hội trường Thượng viện, năm 2009

Quan truyền lệnh gậy đen của Thượng viện Canada là vị trí nghi thức cấp cao nhất của Nghị viện, là sứ giả của quân chủ và toàn quyền đối với Nghị viện và cũng là một chức danh của Thượng viện chịu trách nhiệm về an ninh tại hội trường, cũng như về nghi thức, hành chính và các chi tiết hậu cần của các sự kiện quan trọng, chẳng hạn như Diễn văn ngự tọa, lễ Ngự phê, tang lễ cấp quốc gia hoặc lễ tấn phong của một toàn quyền mới.
Những chức danh khác của Nghị viện bao gồm tổng kiểm toán, giám đốc bầu cử, ủy viên ngôn ngữ chính thức, ủy viên quyền riêng tư, ủy viên thông tin, ủy viên xung đột lợi ích và đạo đức, ủy viên liêm chính khu vực công và ủy viên vận động hành lang. Những chức danh này do một hoặc cả hai viện bổ nhiệm và báo cáo công tác trước chủ tịch của viện đó. Một chức danh chủ chốt khác là thủ thư Nghị viện, được thành lập năm 1871 theo Luật Thư viện Nghị viện, có nhiệm vụ chỉ đạo Thư viện Nghị viện.

## Nhiệm kỳ
Luật Hiến pháp 1867 quy định toàn quyền có nhiệm vụ triệu tập Nghị viện nhưng quân chủ vẫn có đặc quyền bế mạc kỳ họp và giải tán Nghị viện. Trong trường hợp Nghị viện bị giải tán thì toàn quyền thường ban hành lệnh bầu cử tại Phủ Toàn quyền. Sau khi Nghị viện khóa mới được bầu xong, toàn quyền ban hành tuyên cáo triệu tập Nghị viện theo đề nghị của thủ tướng. Các nghị sĩ mới tuyên thệ nhậm chức và được triệu tập đến Thượng viện cùng với các nghị sĩ tái cử để bầu chủ tịch Thượng viện trước khi quay trở lại Hạ viện để bầu chủ tịch Hạ viện.:42 : 42 

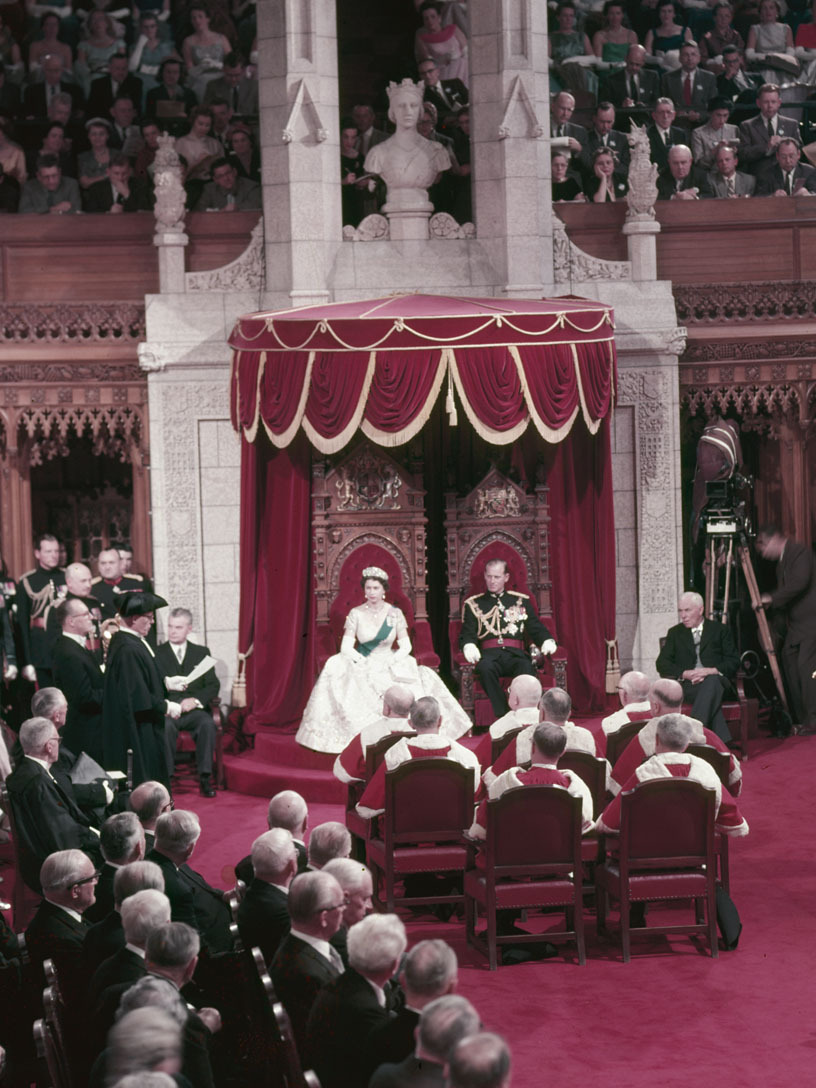
Nữ vương Elizabeth II và Thân vương Philippos tại lễ khai mạc Nghị viện, ngày 14 tháng 10 năm 1957

Tại Lễ khai mạc Nghị viện, quân chủ, toàn quyền hoặc một đại biểu của quân chủ đọc Diễn văn ngự tọa. Quan truyền lệnh gậy đen mời các hạ nghị sĩ tham dự Lễ khai mạc Nghị viện bằng cách gõ cửa Hạ viện đã đóng sầm lại, tượng trưng cho việc Hạ viện có quyền từ chối tiếp bất kỳ ai, kể cả quân chủ (ngoại trừ quan truyền lệnh gậy đen). Sau khi các hạ nghị sĩ tập trung trước Thượng viện, chủ tịch Hạ viện trình diện với quân chủ hoặc toàn quyền và chính thức tuyên bố các quyền và đặc quyền của Hạ viện. Sau khi quân chủ hoặc toàn quyền ngồi vào ngai vàng, chủ tịch Thượng viện thay mặt quân chủ xác nhận các quyền và đặc quyền của Hạ viện. : 42  Diễn văn ngự tọa đề cập đến chương trình nghị sự của Nội các tại kỳ họp và những vấn đề khác do chủ tịch quyết định.
Toàn quyền ban hành tuyên cáo bế mạc kỳ họp của Nghị viện và cả hai viện của Nghị viện đều ngừng mọi hoạt động lập pháp cho đến khi toàn quyền ban hành tuyên cáo triệu tập kỳ họp mới. Mỗi khóa Nghị viện họp từ một đến bảy kỳ họp. Tùy thuộc vào quyết định của toàn quyền, bầu cử Nghị viện hội được tổ chức mỗi bốn năm sau cuộc bầu cử trước vào thứ Hai tuần thứ ba của tháng 10 hoặc vào thứ Ba hoặc thứ Hai sau tuần thứ ba của tháng 10 theo đề nghị của giám đốc bầu cử. Toàn quyền có quyền giải tán Nghị viện và tổ chức tổng tuyển cử vào những ngày khác, theo đề nghị của thủ tướng.

## Thủ tục
Cả hai viện đều tiến hành biểu quyết bằng miệng. Trong trường hợp ít nhất năm hạ nghị sĩ hoặc hai thượng nghị sĩ yêu cầu biểu quyết điểm danh, các nghị sĩ biểu quyết bằng cách đứng dậy tại chỗ. Chủ tịch Thượng viện được phép biểu quyết nhưng hiếm khi sử dụng quyền này để giữ công bằng; trong trường hợp Thượng viện biểu quyết hòa thì kiến nghị bị bác bỏ. Chủ tịch Hạ viện không được phép biểu quyết trừ phi kết quả biểu quyết hòa. Chủ tịch mỗi viện thường biểu quyết giữ nguyên status quo. Hiến pháp quy định phải có ít nhất 15 thượng nghị sĩ hoặc 20 hạ nghị sĩ để tiến hành biểu quyết.
Các phiên họp của cả hai viện có thông dịch song song cho cả hai ngôn ngữ chính thức là tiếng Anh và tiếng Pháp.

## Quy trình lập pháp
Hạ nghị sĩ và thượng nghị sĩ có quyền trình dự luật trước Nghị viện. Hầu hết các dự luật đều bắt nguồn từ Hạ viện và được các bộ trưởng đưa ra. Dự luật được phân loại thành dự luật công nếu áp dụng cho vấn đề công hoặc dự luật tư nếu chúng liên quan đến một cá nhân hoặc tập thể cụ thể. Mỗi dự luật trải qua các giai đoạn ở mỗi viện. Tại lần đọc đầu tiên, dự luật được trình trước mỗi viện và được đọc tiêu đề. Tại lần đọc thứ hai, các nguyên tắc chung của dự luật được thảo luận, tranh luận. Các dự luật của chính phủ thường không bị bác bỏ tại lần đọc thứ hai.
Tiếp theo, dự luật được một ủy ban thảo luận, tranh luận. Thông thường, dự luật được một ủy ban thường trực thẩm tra, một cơ quan gồm các hạ nghị sĩ hoặc thượng nghị sĩ chuyên trách một lĩnh vực. Ủy ban thường trực có thể triệu tập các bộ trưởng và chuyên gia điều trần trước ủy ban và đề xuất các sửa đổi. Dự luật cũng có thể được ủy ban toàn thể thẩm tra, một cơ quan gồm tất cả các hạ nghị sĩ hoặc thượng nghị sĩ. Ngoài ra, mỗi viện có thể thành lập một ủy ban đặc biệt chỉ để thẩm tra dự luật. Tại Thượng viện, các ủy ban đặc biệt có chức năng giống như hầu hết các ủy ban khác. Tại Hạ viện, chủ nhiệm của ủy ban lập pháp do chủ tịch Hạ viện bổ nhiệm và thường là một trong những phó chủ tịch. Trong giai đoạn báo cáo, đề xuất sửa đổi của ủy ban được toàn thể viện xem xét và các nghị sĩ có quyền đề xuất sửa đổi, bổ sung.
Sau giai đoạn báo cáo, lần đọc thứ ba được tiến hành. Tại Hạ viện, các hạ nghị sĩ không được đề xuất sửa đổi, bổ sung nữa, nhưng tại Thượng viện, các thượng nghị sĩ được phép tiếp tục đề xuất sửa đổi, bổ sung. Nếu được một viện thông qua, dự luật được chuyển đến viện kia để tiến hành quy trình lập pháp. Các sửa đổi do viện thứ hai thực hiện phải có sự chấp thuận của viện ban đầu để trở thành một phần của dự luật. Trong trường hợp hai viện bất đồng về các sửa đổi dự luật ý thì dự luật bị bác bỏ.

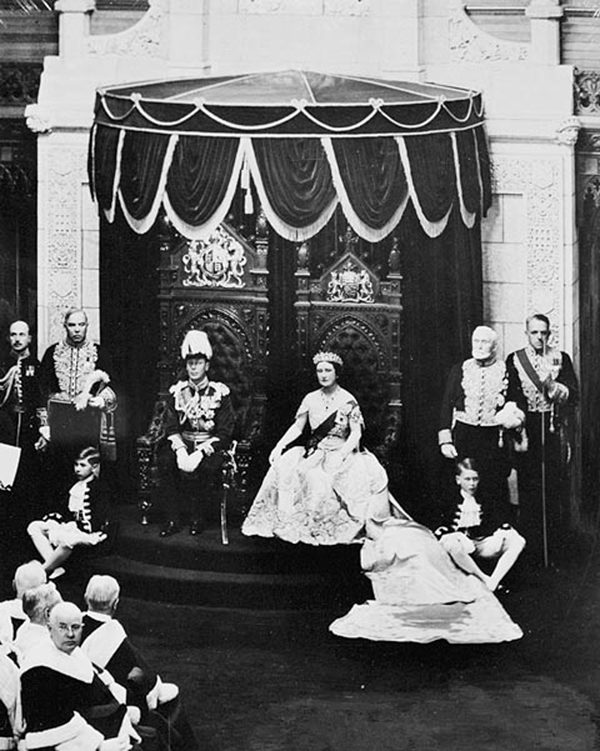
Quốc vương George VI và Vương hậu Elizabeth tại hội trường Thượng viện, năm 1939

Sau khi được cả hai viện thông qua, dự luật được trình lên toàn quyền ngự phê. Về mặt pháp lý, toàn quyền có quyền từ chối ngự phê, tức phủ quyết dự luật hoặc trình dự luật lên quân chủ đích thân ngự phê hoặc phủ quyết. Trong trường hợp toàn quyền ngự phê dự luật thì quân chủ có quyền hủy bỏ đạo luật chậm nhất là hai năm. Chưa có dự luật liên bang nào bị từ chối ngự phê.

## Quan hệ với chính phủ
Hạ viện có quyền bỏ phiếu bất tín nhiệm chính phủ. Các dự luật quan trọng trong chương trình nghị sự của chính phủ thường được coi là vấn đề tín nhiệm và ngân sách nhà nước luôn là vấn đề tín nhiệm. Nếu chính phủ mất tín nhiệm thì thủ tướng buộc phải từ chức hoặc yêu cầu toàn quyền giải tán Nghị viện và tổ chức tổng tuyển cử. Tuy nhiên, một tiền lệ được thiết lập vào năm 1968, khi chính phủ của Lester B. Pearson bất ngờ bị bỏ phiếu tín nhiệm nhưng vẫn được phép tiếp tục giữ chứ vụ với sự đồng thuận của các lãnh đạo của các đảng khác.
Từ cuối thế kỷ 20, các nhà phân tích như Jeffrey Simpson, Donald Savoie và John Gomery nhận xét rằng cả Nghị viện và Nội các đều bị lu mờ bởi quyền lực của thủ tướng nên việc chính phủ đa số bị mất tín nhiệm là rất hiếm. Trái lại, chính phủ thiểu số sẽ bất ổn hơn và có nhiều khả năng mất tín nhiệm. Các chính phủ mất tín nhiệm gần đây nhất đều là chính phủ thiểu số, ví dụ như Stephen Harper vào năm 2011, Paul Martin vào năm 2005 và Joe Clark vào năm 1979. Trước xu hướng này, Luật Cải cách được thông qua vào năm 2015 nhằm tăng cường quyền lực và tính độc lập của các nghị sĩ.

## Đặc quyền
Nghị viện tự quyết định các đặc quyền của nghị sĩ và mỗi viện tự giải quyết các vấn đề của riêng mình nhưng hiến pháp cấm Nghị viện trao bất kỳ "đặc quyền nào vượt quá những đặc quyền của [Hạ viện Anh]... và các hạ nghị sĩ".
Các nghị sĩ được hưởng quyền tự do ngôn luận khi thảo luận, tranh luận và không phải chịu trách nhiệm trước bất kỳ tòa án hay cơ quan nào khác bên ngoài Nghị viện về phát ngôn tại Nghị viện. Đặc biệt, một nghị sĩ không thể bị kiện vì tội phỉ báng dựa trên những phát ngôn trong phiên họp của Nghị viện và chỉ phải chấp hành nội quy của mỗi viện khi thảo luận, tranh luận. Ngoài ra, các nghị sĩ không thể bị bắt giữ trong các vụ án dân sự, bị triệu tập tham gia bồi thẩm đoàn và làm chứng tại tòa án. Nghị sĩ có thể bị Nghị viện kỷ luật vì vi phạm nội quy, không tuân thủ thẩm quyền của Nghị viện và lạm dụng các đặc quyền của nghị sĩ.
Ngân sách của Nghị viện Canada vào năm tài chính 2010 là 583.567.000 đô la Canada.

### Trích dẫn
1. ↑  "Liberals, NDP agree to confidence deal seeing Trudeau government maintain power until 2025". CTV News. ngày 22 tháng 3 năm 2022. Bản gốc lưu trữ ngày 22 tháng 3 năm 2022. Truy cập ngày 28 tháng 12 năm 2024.
2. ↑  Queen Victoria (1867), Constitution Act, 1867, Westminster: Queen's Printer (xuất bản ngày 29 tháng 3 năm 1867), IV.17, truy cập ngày 15 tháng 1 năm 2009
3. ↑  Public Works and Government Services Canada (ngày 13 tháng 12 năm 2006), Bill C-43, Preamble, Ottawa: Queen's Printer for Canada, Bản gốc lưu trữ ngày 15 tháng 6 năm 2009, truy cập ngày 19 tháng 5 năm 2009
4. ↑  Queen Elizabeth II (1985), Interpretation Act, §17, Ottawa: Queen's Printer for Canada, Bản gốc lưu trữ ngày 5 tháng 7 năm 2009, truy cập ngày 1 tháng 6 năm 2009
5. ↑  "Symbols Gallery". Library of Parliament. Bản gốc lưu trữ ngày 6 tháng 8 năm 2020. Truy cập ngày 15 tháng 6 năm 2017.
6. ↑  McDonough, John (1979). "The Maces of the Canadian Provincial and Territorial Legislatures (I)" (PDF). Canadian Regional Review. 2 (4). Ottawa: Commonwealth Parliamentary Association: 36. ISSN 0707-0837. Lưu trữ (PDF) bản gốc ngày 9 tháng 10 năm 2022. Truy cập ngày 19 tháng 10 năm 2009.
7. ↑  Library of Parliament. "About Parliament > Education > Classroom Resources > Canadian Symbols at Parliament > Parliament Hill Symbols > Mace (House of Commons)". Queen's Printer for Parliament. Bản gốc lưu trữ ngày 19 tháng 9 năm 2012. Truy cập ngày 19 tháng 10 năm 2009.
8. 1 2 3 4 5  Senate of Canada (tháng 6 năm 2015), Senate Procedure in Practice (PDF), Ottawa: Queen's Printer for Canada, truy cập ngày 10 tháng 3 năm 2020.
9. ↑  Marleau, Robert; Montpetit, Camille (2000). House of Commons Procedure and Practice. Ottawa: Queen's Printer for Canada. ISBN 2-89461-378-4. 1. Parliamentary Institutions > Institutional Framework > The Opposition. Bản gốc lưu trữ ngày 8 tháng 10 năm 2012. Truy cập ngày 19 tháng 10 năm 2009.
10. ↑  Schmitz, Gerald (tháng 12 năm 1988), The Opposition in a Parliamentary System, Ottawa: Queen's Printer for Canada, Bản gốc lưu trữ ngày 25 tháng 4 năm 2009, truy cập ngày 21 tháng 5 năm 2009
11. ↑  Queen Victoria (ngày 29 tháng 3 năm 1867). "Constitution Act, 1867". Westminster: Queen's Printer. IV.24.
12. ↑  Queen Victoria (ngày 29 tháng 3 năm 1867). "Constitution Act, 1867". Westminster: Queen's Printer. IV.23.
13. 1 2  Queen Elizabeth II (ngày 4 tháng 3 năm 1986), Constitution Act, 1985 (Representation), Ottawa: Queen's Printer for Canada, I.2, truy cập ngày 19 tháng 10 năm 2009
14. ↑  Library of Parliament. "usher of the black rod in the Senate". Queen's Printer for Canada. Bản gốc lưu trữ ngày 16 tháng 8 năm 2009. Truy cập ngày 19 tháng 10 năm 2009.
15. ↑  Queen Elizabeth II (ngày 12 tháng 1 năm 2008). "Notice of Vacancy, usher of the black rod" (PDF). Canada Gazette. 142 (2). Ottawa: Queen's Printer for Canada: 74. Bản gốc (PDF) lưu trữ ngày 22 tháng 5 năm 2013. Truy cập ngày 26 tháng 1 năm 2009.
16. ↑  "Officers and Officials of Parliament". Queen's Printer for Canada. Bản gốc lưu trữ ngày 30 tháng 4 năm 2011. Truy cập ngày 27 tháng 5 năm 2011.
17. ↑  Government of Canada. "Speech From the Throne > Frequently Asked Questions". Queen's Printer for Canada. Bản gốc lưu trữ ngày 9 tháng 3 năm 2010. Truy cập ngày 4 tháng 6 năm 2010.
18. ↑  Library of Parliament. "Parliament > Officers and Officials of Parliament > Procedural Officers and Senior Officials > Senate". Queen's Printer for Canada. Bản gốc lưu trữ ngày 1 tháng 12 năm 2008. Truy cập ngày 19 tháng 5 năm 2009.
19. ↑  Royal Household. "Royal events and ceremonies > State Opening of Parliament". Queen's Printer. Truy cập ngày 13 tháng 10 năm 2012.
20. ↑  "Canada Elections Act". Justice Laws Website. Part 5. Truy cập ngày 17 tháng 7 năm 2017.
21. ↑  Queen Elizabeth II (ngày 12 tháng 7 năm 2008), Canada Elections Act, Queen's Printer for Canada, 56.1.(2), truy cập ngày 3 tháng 5 năm 2011
22. ↑  "Dissolution of Parliament – Compendium of Procedure – House of Commons". Truy cập ngày 18 tháng 7 năm 2017.
23. ↑  "Manner of Speaking - Rules of Order and Decorum - House of Commons Procedure and Practice, Third edition, 2017 - ProceduralInfo - House of Commons of Canada". www.ourcommons.ca. Truy cập ngày 27 tháng 12 năm 2024.
24. ↑  "Legislative Process - Our Procedure - ProceduralInfo - House of Commons of Canada". www.ourcommons.ca. Truy cập ngày 27 tháng 12 năm 2024.
25. ↑  Parliament of Canada. "House of Commons Procedure and Practice > 20. Committees > Types of Committees and Mandates". Queen's Printer for Canada. Bản gốc lưu trữ ngày 9 tháng 5 năm 2013. Truy cập ngày 6 tháng 2 năm 2011.
26. ↑  Brooks, Stephen (2007). Canadian Democracy: An Introduction (ấn bản thứ 5). Don Mills: Oxford University Press. tr. 258. ISBN 978-0-19-543103-2.
27. ↑  Mas, Susana (ngày 27 tháng 10 năm 2015). "Michael Chong urges MPs to 'reclaim their influence' as Reform Act takes effect". CBC News.
28. ↑  Wherry, Aaron (ngày 2 tháng 12 năm 2013). "Explainer: Who is Michael Chong? And what does he want to do with our Parliament?". Macleans.ca (bằng tiếng Anh). Truy cập ngày 3 tháng 2 năm 2022.
29. ↑  Editorial Board (ngày 21 tháng 1 năm 2021). "The way Conservative MPs – not just their leader – ousted Derek Sloan shows the value of the Reform Act". The Globe and Mail. Truy cập ngày 8 tháng 2 năm 2022.
30. ↑  O'Malley, Kady (ngày 2 tháng 2 năm 2022). "Process Nerd: So, how's the Reform Act working so far?". iPolitics. Truy cập ngày 8 tháng 2 năm 2022.
31. ↑  Vongdougngchanh, Bea (ngày 8 tháng 3 năm 2010). "Parliament's budget boosted to $583,567,000 this year". The Hill Times. Ottawa. Bản gốc lưu trữ ngày 5 tháng 1 năm 2011. Truy cập ngày 6 tháng 1 năm 2011.